# 13 mars en sport
13 février 13 avril
Chronologies thématiques
- Croisades
- Ferroviaires
- Disney

Le 13 mars (72e jour de l'année ou 73e en cas d'année bissextile) en sport.

## Événements

### XIXesiècle
- 1873 :
  - (Football) : fondation de la Fédération d'Écosse de football[1].
- 1875 :
  - (Football) : en finale de la 4e FA Challenge Cup, Royal Engineers et Old Etonians ne peuvent se départager (1-1), devant 3 000 spectateurs au Kennington Oval (Londres). Finale à rejouer.
- 1878 :
  - (Golf) : première rencontre de golf entre les équipes universitaires d’Oxford et Cambridge. Oxford s’impose
- 1880 :
  - (Football) : à Glasgow (Hampden Park), l'Écosse s'impose 5-4 face à l'Angleterre devant 12 000 spectateurs.
- 1882 :
  - (Football) : à Wrexham (Racecourse Ground), le Pays de Galles s'impose 5-3 face à l'Angleterre devant 5 000 spectateurs.
- 1886 :
  - (Football) : à Belfast (Ballynafeigh Park), seconde journée du British Home Championship, l'Angleterre s'impose 1-6 face à l'Irlande devant 5 000 spectateurs.
  - (Rugby à XV /Tournoi britannique) : l'Écosse et l'Angleterre font match nul zéro partout à Édimbourg[2]. Le Tournoi britannique n'est de nouveau pas terminé cette année-là, le match opposant les Gallois aux Irlandais n'est pas disputé. Cependant, l'Écosse et l'Angleterre, à égalité en tête du classement et ne pouvant plus être rejointes, sont déclarées vainqueurs.
- 1889 :
  - (Cricket) : fin du 1er Test match de l'Afrique du Sud qui joue contre l'Angleterre et celle-ci gagne par 8 guichets.

### XXesièclede1901à1950
- 1909 :
  - (Rugby à XV) : le Pays de Galles remporte le Tournoi britannique.

### XXesièclede1951à2000
- 1966 :
  - (Cyclisme) : l'Italien Dino Zandegù remporte la 1re édition de la course à étapes italienne Tirreno-Adriatico, des rives de la mer Tyrrhénienne aux côtes de l'Adriatique.
- 1983 :
  - (Formule 1) : Grand Prix automobile du Brésil.
- 1996 :
  - (Basket-ball) : Tarbes Gespe Bigorre (France) remporte la Coupe Ronchetti face aux italiennes d'Alcamo.

### XXIesiècle
- 2005 :
  - (Cyclisme) : l'Américain Bobby Julich remporte la course à étapes Paris-Nice.
- 2010 :
  - (Boxe) : combat prévu entre Manny Pacquiao et Floyd Mayweather Jr..
- 2014 :
  - (Jeux paralympiques) : à Sotchi, 6e jour de compétition. Voir - 13 mars aux Jeux paralympiques d'hiver de 2014

- 2017 :
  - (Rugby à XV /Top 14) : Annonce de la fusion du Stade français Paris rugby avec le Racing 92 dès la saison prochaine[3]
- 2020 :
  - (Biathlon) : Martin Fourcade, quintuple champion olympique, choisit de ranger les skis et la carabine. Le Français vivra la dernière course de sa carrière ce samedi, lors de la dernière étape de la Coupe du monde à Kontiolahti en Finlande, où il peut encore viser le gros globe de cristal[4].
  - (Sports /Coronavirus) : En raison de la pandémie de coronavirus, les compétitions sportives sont suspendues avec effet immédiat[5].

## Naissances

### XIXesiècle
- 1873 :
  - Joe Walcott, boxeur britannique.Champion du monde poids welters de boxe du 18 décembre 1901 au 29 avril 1904. († 1er octobre 1935).
- 1874 :
  - Ellery Clark, athlète de sauts américain. Champion olympique de la hauteur et de la longueur aux Jeux d'Athènes 1896. († 17 février 1949).
- 1885 :
  - Julien du Rhéart, footballeur français. (3 sélections en équipe de France). († 29 janvier 1963).
- 1888 :
  - Nils Frykberg, athlète de demi-fond et de fond suédois. Médaillé d'argent du 3 000m par équipes aux Jeux de Stockholm 1912. († 13 décembre 1966).
  - Josef Loos, hockeyeur sur glace puis dirigeant sportif bohêmien puis tchécoslovaque. Médaillé de bronze aux Jeux d'Anvers 1920. († 15 février 1955).
- 1892 :
  - Pedro Calomino, footballeur argentin. Vainqueur de la Copa América 1921. (38 sélections en équipe d'Argentine). († 12 janvier 1950).
- 1900 :
  - Béla Guttmann, footballeur puis entraîneur hongrois. (4 sélections en équipe de Hongrie). Vainqueur des Coupes des clubs champions 1961 et 1962. Sélectionneur de l'équipe d'Autriche en 1964. ((† 28 août 1981).

### XXesièclede1901à1950
- 1930 :
  - Beverly Baker, joueuse de tennis américaine. († 29 avril 2014).
- 1932 :
  - Guy Sénac, footballeur français. (2 sélections en équipe de France). († 13 janvier 2019).
- 1939 :
  - Claude Piquemal, athlète de sprint français. Médaillé de bronze du relais 4 × 100 m aux Jeux de Tokyo 1964 et aux Jeux de Mexico 1968. Champion d'Europe d'athlétisme du 100 m 1962 puis champion d'Europe d'athlétisme du relais 4 × 100 m et médaillé de bronze du 100 m 1966.
- 1943 :
  - Gianni Motta, cycliste sur route italien. Vainqueur du Tour d'Italie 1966, du Tour de Suisse 1967, du Tour de Lombardie 1964 et des Tours de Romandie 1966 et 1967.
- 1944 :
  - José Maria Fidélis dos Santos, footballeur puis entraîneur brésilien. (7 sélections en équipe du Brésil). († 28 novembre 2012).
- 1945 :
  - Christian Noël, fleurettiste français. Médaillé de bronze par équipe aux Jeux de Tokyo 1964, champion olympique par équipes aux Jeux de Mexico 1968, médaillé de bronze en individuel et par équipes aux Jeux de Munich 1972 puis médaillé de bronze par équipes aux Jeux de Montréal 1976. Champion du monde d'escrime au fleuret par équipes 1971, champion du monde d'escrime au fleuret en individuel 1973 puis champion du monde d'escrime au fleuret en individuel et par équipes 1975.
  - Fyodor Simashev, fondeur soviétique puis russe. Champion olympique du relais 4 × 10 km et médaillé d'argent du 15 km aux Jeux de Sapporo 1972. Champion du monde de ski de fond du relais 4 × 10 km et médaillé de bronze du 15 km individuel 1970. († 20 décembre 1997).
- 1949 :
  - Yuri Skobov, fondeur soviétique puis russe. Champion olympique du relais 4 × 10 km aux Jeux de Sapporo 1972.

### XXesièclede1951à2000
- 1952 :
  - Dave Henderson, hockeyeur sur glace puis entraîneur franco-canadien. Sélectionneur de l'équipe de France de 2004 à 2018.
  - Alain Merchadier, footballeur puis entraîneur français. (5 sélections en équipe de France).
- 1953 :
  - Pierre-César Baroni, pilote de courses de rallyes automobile français.
- 1954 :
  - Győző Burcsa, footballeur hongrois. (15 sélections en équipe de Hongrie).
- 1955 :
  - Bruno Conti, footballeur italien. Champion du monde de football 1982. (47 sélections en équipe d'Italie).
  - Olga Rukavishnikova, athlète d'épreuves combinées soviétique puis russe. Médaillée d'argent du pentathlon aux Jeux e Moscou 1980.
- 1957 :
  - Josef Macháček, pilote de rallye-raid, de motocross et de quad tchèque. Vainqueur du Rallye Dakar 2009.
- 1963 :
  - Rick Carey, nageur américain. Champion olympique du 100 et 200 m dos puis 4 × 100 m 4 nages aux Jeux de Los Angeles 1984. Champion du monde de natation du 200 m dos et du 4 × 100 m 4 nages 1982.
- 1964 :
  - Will Clark, joueur de baseball américain.
  - Steve Collins, sauteur à ski canadien.
  - Yevgeniy Misyulya, athlète de marche athlétiques soviétique puis biélorusse.
- 1966 :
  - Tine Scheuer-Larsen, joueuse de tennis danoise.
- 1967 :
  - Andrés Escobar, footballeur colombien. Vainqueur de la Copa Libertadores 1989. (50 sélections en équipe de Colombie). († 2 juillet 1994).
- 1970 :
  - Stéphane Goubert, cycliste sur route français.
  - Jean-Paul Vergnes, rameur français.
- 1971 :
  - Paul Henderson, athlète de sprint australien.
  - Rodica Mateescu, athlète de triple-saut roumain.
- 1973 :
  - Edgar Davids, footballeur néerlandais. Vainqueur de la Coupe UEFA 1992 et de la Ligue des champions 1995 (74 sélections en équipe des Pays-Bas).
- 1974 :
  - Thomas Enqvist, joueur de tennis suédois.
- 1975 :
  - Charmaine Howell, athlète de sprint et demi-fond jamaïcaine. Médaillée d'argent du relais 4 × 400 m aux Jeux de Sydney 2000.
- 1976 :
  - Troy Hudson, basketteur américain.
- 1977 :
  - Jiang Bo, athlète de demi-fond chinoise. Détentrice du Record du monde du 5 000 mètres du 23 octobre 1997 au 11 juin 2004.
  - Carlos López, rink hockeyeur argentin. Champion du monde A de rink hockey masculin 1999 et 2015. Vainqueur des Ligue européenne de rink hockey 2003, 2005, 2007, 2008 et 2013.
- 1978 :
  - Faustine Merret, véliplanchiste française. Championne olympique aux Jeux d'Athènes 2004.
- 1979 :
  - Johan Santana, joueur de baseball vénézuélien.
- 1980 :
  - Sandrine Agricole, joueuse de rugby à XV française. Victorieuse des Grand Chelem 2004, 2005 et 2014. (84 sélections en équipe de France).
  - Lucian Sânmărtean, footballeur roumain. (21 sélections en équipe de Roumanie).
  - Salvatore Tavano, pilote de courses automobile italien.
- 1981 :
  - Ryan Jones, joueur de rugby à XV gallois. Vainqueur des Grand Chelem 2005, 2008, 2012 et du Tournoi des Six Nations 2013. (75 sélections en équipe du pays de Galles).
  - Grace Kwamboka Momanyi, athlète de fond kényane.
  - Stephen Maguire, joueur de snooker écossais.
  - Blas Pérez, footballeur panaméen. (122 sélections en équipe du Panama de football).
- 1982 :
  - Jean-Baptiste Gobelet, joueur de rugby à XV et à sept français.
  - Nicole Ohlde, basketteuse américaine. (5 sélections en équipe des États-Unis).
  - Adam Thomson, joueur de rugby à XV néo-zélandais. Champion du monde de rugby à XV 2011. Vainqueur du Tri-nations 2008. (29 sélections en équipe de Nouvelle-Zélande).
- 1983 :
  - Mariano Julio Izco, footballeur argentin.
  - Kaitlin Sandeno, nageuse américaine. Médaillée de bronze du 800 m nage libre aux Jeux de Sydney 2000 puis championne olympique du relais 4 × 200 m nage libre, médaillée d'argent du 400 m 4 nages et médaillée de bronze du 400 m nage libre aux Jeux d'Athènes 2004. Championne du monde de natation du relais 4 × 200 m nage libre 2005.
- 1984 :
  - Steve Darcis, joueur de tennis belge. Vainqueur des Coupe Davis 2015 et 2017.
  - Aleš Holubec, volleyeur tchèque. (35 sélections en équipe de Tchéquie).
  - Arnaud Kerckhof, basketteur français.
  - Paoline Salagnac, basketteuse française. Médaillée d'argent à l'Euro de Basket-ball féminin 2015. Victorieuse de l'Eurocoupe féminine 2016. (42 sélections en équipe de France).
  - Marc Zwiebler, joueur de badminton allemand.
- 1985 :
  - Víctor García, athlète de steeple espagnol.
- 1986 :
  - Abdulmalek Al-Khaibri, footballeur saoudien. (33 sélections en équipe d'Arabie saoudite).
  - Simon Geschke, cycliste sur route allemand.
  - Dmitriy Gruzdev, cycliste sur route kazakh.
  - Andreja Klepač, joueuse de tennis slovène.
  - Alberto De Marchi, joueur de rugby à XV italien. (29 sélections en équipe d'Italie).
  - Jeremy Wise, basketteur américain.
- 1987 :
  - Marco Andretti, pilote de courses automobile américain.
  - Andreas Beck, footballeur allemand. (9 sélections en équipe d'Allemagne).
  - Jill Boon, hockeyeuse sur gazon belge. (274 sélections en équipe de Belgique).
  - Sebastian Forke, cycliste sur route allemand.
- 1988 :
  - Dominik Landertinger, biathlète autrichien. Médaillé d'argent du relais 4×7,5km aux Jeux de Vancouver 2010, du sprint 10km et de bronze du relais 4×7,5km aux Jeux de Sotchi 2014 puis médaillé de bronze de l'individuel 20 km aux Jeux de Pyeongchang 2018.
  - Bryan Nauleau, cycliste sur route français.
- 1989 :
  - Holger Badstuber, footballeur allemand. Vainqueur de la Ligue des champions 2013. (31 sélections en équipe d'Allemagne).
  - Arnaud Courteille, cycliste sur route français.
  - Dejan Jeftić, basketteur bosnien.
  - Marko Marin, footballeur germano-bosnien. Vainqueur des Ligue Europa 2013 et Ligue Europa 2014. (16 sélections avec l'équipe d'Allemagne).
  - Patrick Patterson, basketteur américain.
  - Sanne van Olphen, handballeuse néerlandaise. (87 sélections en équipe des Pays-Bas).
- 1990 :
  - Anicet Abel, footballeur malgache. (5 sélections en équipe de Madagascar).
  - Vincent Koch, joueur de rugby à XV sud-africain. Vainqueur des Coupe d'Europe de rugby à XV 2017 et 2019. (48 sélections en équipe d'Afrique du Sud).
  - Anne Zagré, athlète de sprint et de sauts belge.
- 1991 :
  - François Affolter, footballeur suisse. (5 sélections en équipe de Suisse).
  - Matt Phillips, footballeur écossais. (14 sélections en équipe d'Écosse).
  - Tristan Thompson, basketteur canadien. (16 sélections en équipe du Canada).
  - Aaron Woods, joueur de rugby à XIII australien. Champion du monde de rugby à XIII 2017. Vainqueur du Tournoi des Quatre Nations 2016. (17 sélections en équipe d'Australie).
- 1994 :
  - Gerard Deulofeu, footballeur espagnol. Vainqueur de la Ligue Europa 2015. (4 sélections en équipe d'Espagne).
  - Mikaela Mässing, handballeuse suédoise. (29 sélections en équipe de Suède).
- 1995 :
  - Marion Leriche, kayakiste française. Championne du monde canoë-kayak du K1 par équipes 2015.
  - Emmanuel Morin, cycliste sur route français.
  - Mikaela Shiffrin, skieuse alpine américaine. Championne olympique du slalom aux Jeux de Sotchi 2014 puis Championne olympique du géant et médaillée d'argent du combiné aux Jeux de Pyeongchang 2018. Championne du monde de ski du slalom 2013, 2015, 2017 puis championne du monde de ski alpin du slalom et du Super G 2019.
- 1996 :
  - Brayden Point, hockeyeur sur glace canadien.
- 1997 :
  - Fiona Lecat, joueuse de rugby à XV française. (9 sélections en équipe de France).
  - Rúben Neves, footballeur portugais. Vainqueur de la Ligue des nations 2019. (16 sélections en équipe du Portugal).
  - Edidiong Odiong, athlète de sprint bahreïnne. Championne d'Asie d'athlétisme du 100 m, du 200 m et du relais 4 × 100 m 2018.
  - Landry Shamet, basketteur américain.
- 1998 :
  - Jakub Martinec, footballeur tchèque.

### XXIesiècle
- 2003 :
  - Nesryne El Chad, footballeuse franco-marocaine. (23 sélections avec l'équipe du Maroc).
  - Antonín Kinský, footballeur tchèque.
  - Vojtěch Stránský, footballeur tchèque.
- 2004 :
  - Cori Gauff, joueuse de tennis américaine.

## Décès

### XXesièclede1901à1950
- 1918 :
  - Reginald Pridmore, 31 ans, hockeyeur sur gazon britannique. Champion olympique aux Jeux de Londres 1908. (° 29 avril 1886).
- 1942 :
  - Étienne Piquiral, 43 ans, joueur de rugby à XV français. Médaillé d'argent aux Jeux de Paris 1924. (19 sélections en équipe de France). (° 15 juin 1901).
- 1945 :
  - Pietro Fossati, 39 ans, cycliste sur route italien. Vainqueur du Tour de Lombardie 1929. (° 29 juin 1905).

### XXesièclede1951à2000
- 1955 :
  - Victor Delamarre, 66 ans, haltérophile franco-canadien. (° 24 septembre 1888).
- 1960 :
  - Louis Wagner, 78 ans, pilote de courses automobile français. (2 victoires en Grand Prix). (° 2 février 1882).
- 1967 :
  - Frank Worrell, 42 ans, joueur de cricket barbadien puis jamaïcain. (51 sélections en test cricket). (° 1er août 1924).
- 1983 :
  - Louison Bobet, 58 ans, cycliste sur route français. Champion du monde de cyclisme sur route 1954. Vainqueur du Tour de France 1953, 1954 et 1955, du Tour de Luxembourg 1955, de Milan-San Remo 1951, du Tour de Lombardie 1951, du Tour des Flandres 1955, de Paris-Roubaix 1956 et de Bordeaux-Paris 1959. (° 12 mars 1925).
- 1995 :
  - Paul Kipkoech, 32 ans, athlète de fond kényan. Champion du monde d'athlétisme du 10 000 mètres 1987. Champion du monde de cross-country par équipe 1987, 1988 et 1990. (° 6 janvier 1963).
- 1996 :
  - Sadok Bahri, 70 ans, boxeur de poids léger tunisien. (° 21 juin 1925).
- 1998 :
  - Peter Sillett, 65 ans, footballeur anglais. (3 sélections en équipe nationale). (° 1er février 1933).

### XXIesiècle
- 2006 :
  - Jimmy Johnstone, 61 ans, footballeur écossais. Vainqueur de la Coupe des clubs champions 1967. (23 sélections en équipe nationale). (° 30 septembre 1944).
- 2010 :
  - Édouard Kargu, 84 ans, footballeur français. (11 sélections en équipe de France). (° 16 décembre 1925).
- 2011 :
  - Rick Martin, 59 ans, hockeyeur sur glace canadien. (° 26 juillet 1951).
- 2012 :
  - Jock Hobbs, 52 ans, joueur de rugby à XV et entraîneur puis dirigeant sportif néo-zélandais. (21 sélections en équipe nationale). (° 15 février 1960).
- 2017 :
  - Patrick Nève, 67 ans, pilote de F1 et de courses automobile d'endurance belge. (° 13 octobre 1949).
- 2018 :
  - Marie Sýkorová, 65 ans, joueuse de hockey sur gazon tchécoslovaque. Médaillée d'argent aux Jeux olympiques de Moscou en 1980. (° 18 novembre 1952).
- 2019 :
  - Paul Hutchins, 73 ans, joueur de tennis britannique. (° 5 avril 1945).
  - Andrea Pollack, 57 ans, nageuse est-allemande. Championne olympique du 200 m papillon et du relais 4 × 100 m 4 nages et médaillée d'argent du 100 m papillon et du relais 4 × 100 m nage libre aux Jeux olympiques d'été de 1976 puis championne olympique du relais 4 × 100 m 4 nages et vice-championne olympique du 100 m papillon à Moscou en 1980. (° 8 mai 1961).
- 2022 :
  - Vic Elford, 86 ans, pilote de F1, de rallye et d'endurance britannique (° 10 juin 1935).